# Ganişeyh, Akkışla
Ganişeyh là một xã thuộc huyện Akkışla, tỉnh Kayseri, Thổ Nhĩ Kỳ. Dân số thời điểm năm 2008 là 738 người.